# 松ノ湯温泉
松ノ湯温泉（まつのゆおんせん）は、群馬県吾妻郡東吾妻町（旧国上野国）にある温泉。

## 泉質
- カルシウム-硫酸塩泉

源泉は32℃と低いぬる湯である。
龍神温泉、湯の川温泉とともに三大美人湯に数えられることもあるが、多くの場合は近くの川中温泉が取り上げられる。

## 温泉街
一軒宿の松渓館が存在する。源泉はこの旅館の裏の崖にある。貸切風呂(内湯)のみある。
近くの川中温泉と併せて、吾妻渓谷温泉郷とも呼ばれている。

## アクセス
- 車：関越自動車道渋川伊香保ICより約60分。
- 鉄道：吾妻線川原湯温泉駅下車。バスの便はなく、タクシーで7分。